# Весёлкин, Михаил Михайлович (губернатор)
Михаи́л Миха́йлович Весёлкин (1842—1897, Москва) — русский государственный деятель, занимал посты олонецкого, черниговского и херсонского губернатора. Тайный советник (1894).

## Биография
Родился 3 (15) июля 1842 года в дворянской семье.
Окончив курс в Императорском Александровском лицее с чином IX класса, вступил в службу 19 мая 1862 года в канцелярию Морского министерства, где в 1864 году занял должность младшего помощника делопроизводителя.
Пожалованный в 1866 году в камер-юнкеры, назначен временным товарищем прокурора Санкт-Петербургского окружного суда.
В 1869 году был назначен саратовским губернским прокурором, в 1871 году — членом Саратовской судебной палаты. В 1874 году был назначен председателем Изюмского окружного суда, в 1876 году — председателем Петроковского, а в 1878 году — Смоленского окружных судов. В 1878 году был пожалован чином действительного статского советника.
В 1890 году был назначен на должность олонецкого губернатора, в следующем году избран почетным мировым судьей по Петровскому уезду. В 1892 году перемещен на должность черниговского губернатора, а в следующем году назначен херсонским губернатором. На этой должности способствовал развитию народного образования, культуры, руководил проведением первой Российской всеобщей переписи населения 1897 года. В том же году, в связи с болезнью, переехал в Москву, где и скончался 28 мая (9 июня) 1897 года.

## Сочинения
- О суде присяжных во Франции. — СПб., 1862[1]

## Семья
- Жена — Мелитина (Матильда) Валериановна (20 сентября 1845 — 17 января 1909), из рода Столыпиных — троюродная сестра[источник не указан 3785 дней] П. А. Столыпина[2].
- Сын — Михаил (1871—1918)[3].
- Дочь — Ольга (1873—1949) — после смерти матери, заменила её на должности начальницы Александровского института, в которой состояла до его роспуска[4]. Впоследствии — преподаватель в Свердловске.
- Дочь — Мария (1875—1957), в замужестве Эрдели.
- Дочь — Мелитина (1877—?), в замужестве Подолинская.